# C18-kolom

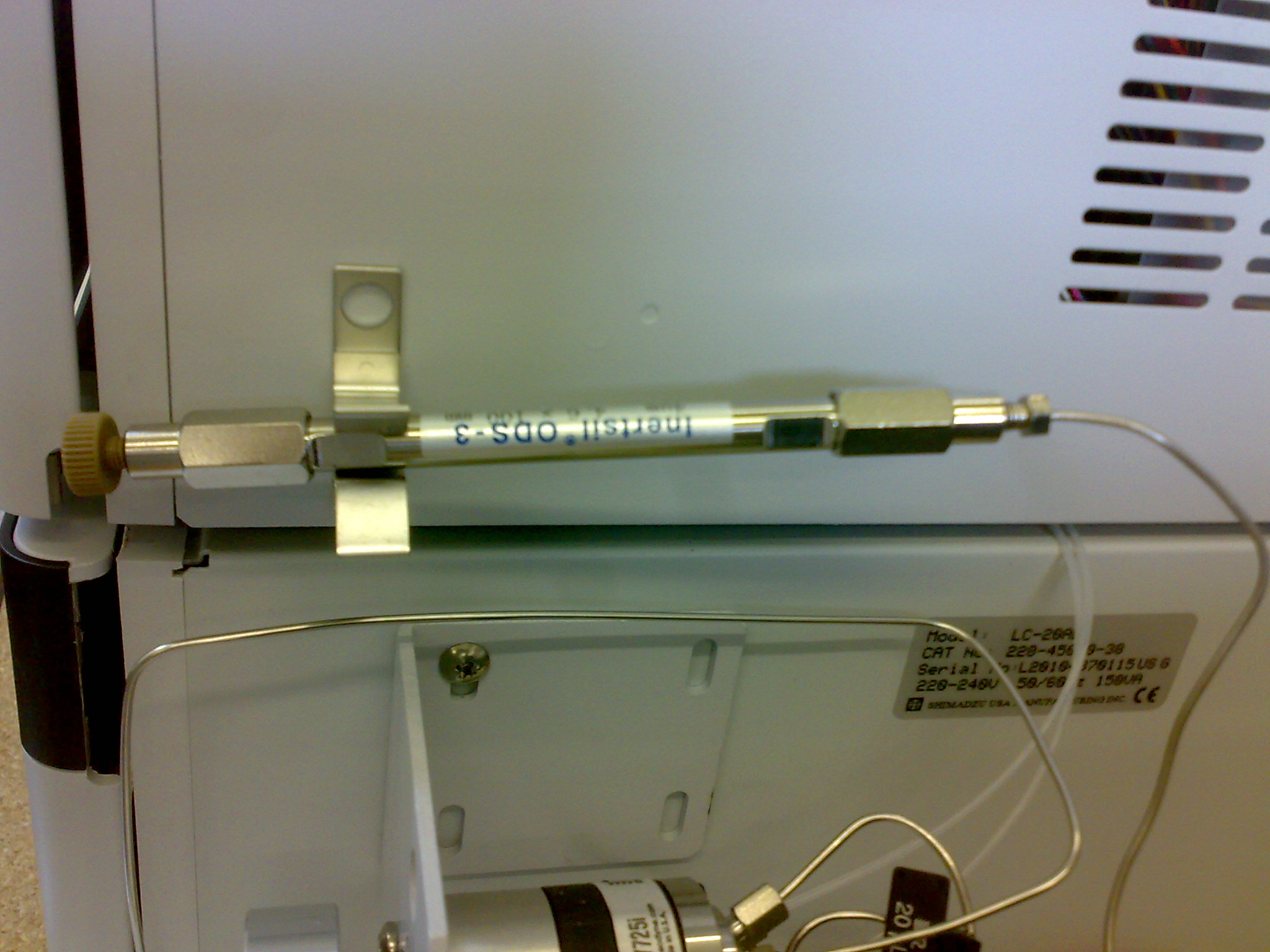
HPLC-kolom op een chromatograaf

Een C18-kolom is een silicakolom gebruikt in High-performance liquid chromatography (HPLC) en Solid-phase extraction (SPE).
De silicaoppervlakken in een C18-kolom zijn gemodificeerd met octadecylgroepen (C18). Hierdoor is de C18-kolom zeer apolair.

## Kolomeigenschappen
Bij reversed phase kolommen is de stationaire fase apolair en de mobiele fase meestal polair (waterig). In het geval van een C18-kolom bestaat de binnenkant, de stationaire fase, uit octadecylgroepen. De polaire mobiele fase is vaak in een samengestelde verhouding tussen organische stoffen en water.

### HPLC
Een C18-kolom is meestal 10–15 cm lang met een interne diameter van maximaal 4,6 mm. De deeltjes silicagel in de stationaire fase hebben een oppervlakte van ongeveer 350 m²/g.

### SPE
Het scheidingsmechanisme van SPE is gebaseerd op oplosbaarheid van analiet, interactie met functionele groep van sorbent, retentie van solvent en elutie van de analiet. De drijvende kracht achter SPE is druk, vacuüm en gravitatie. Door de druk op het vacuüm, afgesloten kolom en gravitatie verloopt de elutie van de analiet sneller.

### Scheidingsmethode
Door middel van hydrofobe interacties worden stoffen in de mobiele fase van elkaar gescheiden. De log P-waarde van een stof bepaald hoe goed een stof zich aan de stationaire fase van de kolom hecht en hoe snel hij weer van de kolom af komt. Als de stof heel apolair is, hecht hij zich goed aan de kolom en zal het langer duren tot de stof weer van de kolom af komt. Polaire stoffen hechten zich moeilijk aan de apolaire stationaire fase, dus als ze zich eraan hechten, zal het niet lang duren voor het stofje er weer vanaf komt. Kortom de retentie neemt toe met afnemende polariteit van de analiet.

### HPLC vs. SPE
Een SPE C18-kolom en een HPLC C18-kolom zijn, naast het hebben van dezelfde scheidingsmethode, toch niet hetzelfde. Er zit namelijk een groot verschil in partikelgrootte, packed bed efficiëntie, schotelgetal en in het scheiden van soortgelijke verbindingen. Een verschil in schotelgetal kan veel zeggen over de efficiëntie van een kolom. Een HPLC-kolom heeft bijvoorbeeld een veel hoger schotelgetal dan een SPE-kolom. Ook kan een HPLC-kolom soortgelijke verbindingen scheiden; bij een SPE-kolom gaat dit moeilijk.